# Нова Утіха
Нова Утіха (біл. вёска Новая Уцеха) — село в складі Борисовського району Мінської області, Білорусь. Село підпорядковане Мойсеївщинській сільській раді, розташоване в північно-східній частині області.